# Парламентарни избори у Мађарској 2022.
Парламентарни избори у Мађарској одржани су 3. априла 2022. на којима су изабрани посланици Народне скупштине, а истог дана је одржан и референдум.
Актуелни председник Владе Мађарске Виктор Орбан прогласио је победу у недељу увече, а делимични резултати показују да његова странка Фидес води на изборима са великом разликом. Обраћајући се присталицама после делимичних резултата, Орбан је рекао: „Изборили смо тако велику победу да се то види са Месеца, али и из Брисела”. Опозициони вођа Петер Марки-Заи признао је пораз убрзо после Орбановог говора.  ју је назвао „разарајућом победом”.
Предвиђало се да ће избори бити ближи него претходних година, али је Фидес и даље имао предност од 5—6 процентних поена у анкетама које су претходиле гласању. ОЕБС је распоредио пуну посматрачку мисију за гласање. С обзиром да Орбан тражи четврти узастопни мандат на власти, прелиминарни резултати показују да је његова странка Фидес спремна да надмаши предвиђања анкета, задржи своју апсолутну већину и контролише 135 од 199 мандата у Скупштини, испред опозиционог савеза Уједињених за Мађарску, који је требао добио 56 мандата након што је пребројано 98% гласова. Покрет Наша отаџбина је по први пут освојио мандат и то укупно 7.

## Позадина

### Измена Закона о избору народних посланика
Закон о изборну народних посланика, према којем су одржана претходна два избора (2014, 2018), прецизирао је број кандидата у изборним јединицама које странка треба да се кандидује у целој земљи на 27, у најмање 9 округа.
Дана 15. децембра 2020. Народна скупштина, у којој су владајуће странке имале потребну 2/3 већину, гласала је за повећање услова на укупно 71 кандидата изборне јединице у најмање 14 округа и главном граду.

### Формирање заједничке опозиционе листе
На локалним изборима 2019. на заједничким листама су учествовали Демократска коалиција, Јобик, , МСП, Покрет Моментум, Дијалог и бројне друге странке или независни кандидати. То је омогућило опозиционим странкама да освоје већину у Генералној скупштини Будимпеште и у десет од 23 града са жупанијским правима.
Дана 14. августа 2020, Демократска коалиција, Јобик, , МСП, Покрет Моментум, МЛП, НС и Дијалог одлучили су да поднесу заједничке кандидате у свих 106 изборних јединица у Мађарској и покрену заједнички програм за изборе.
Дана 15. новембра 2020, Демократска коалиција, Јобик, , МСП, Покрет Моментум и Дијалог договорили су се да се кандидују са заједничким кандидатом за председника Владе, који ће бити изабран на предизборима. Очекивано је ће кандидат бити изабран до 23. октобра 2021. године.
Демократска коалиција, Јобик, , МСП, Покрет Моментум и Дијалог су 20. децембра 2020. одлучили да се заједно кандидују на заједничкој листи (за сада неименованој), учвршћујући свој изборни савез. Вође одговарајућих странака потписали су и декларацију која садржи услове њихове сарадње („Принципи управљања Мађарском након 2022. године”). Опозициона коалиција је била веома идеолошки разнолика, нешто што су посматрачи описали као потенцијалну сметњу представљању јединственог фронта за пораз Орбана.

### Опозициони предизбори
Опозициони предизбори одржани су у Мађарској, између 18—28. септембра 2021. (први круг) и 10—16. октобра 2021. (други круг), ради одабира кандидата за председника Владе Мађарске уз подршку опозиционих странака, како би се формирала коалиција за учествовање на парламентарним изборима у Мађарској 2022. године. Били су први предизбори широм земље у политичкој историји Мађарске.
Дана 17. октобра 2021. независни кандидат Петер Марки-Заи победио је у другом кругу опозиционих предизбора, поставши кандидат Уједињене опозиције на изборима за председника Владе. Странке су такође бирале заједничке кандидате за једночлане округе путем предизбора у првом кругу.

## Изборни систем
199 посланика Народне скупштине бира се на два начина; 106 се бира у једночланим изборним јединицама путем гласања већинским изборним системом, док се преосталих 93 бира из једне националне изборне јединице углавном  пропорционалним изборним системом, путем делимично компензационог система (хибрид паралелног гласања и мешовитих појединачних гласова). Изборни цензус је одређен на 5%, иако се подиже на 10% за коалиције две странке и 15% за коалиције три или више странака. Мандати се распоређују по Д’Онтовом систему.
Од 2014. свака од јерменске, бугарске, хрватске, немачке, грчке, пољске, ромске, румунске, русинске, српске, словачке, словеначке и украјинске етничке мањине може да освоји једно од 93 мандата на партијским листама ако се региструје као посебна листа и дистигне смањену квоту од {\displaystyle {\frac {1}{4\times 93}}={\frac {1}{372}}\approx 0.27\%} укупног броја гласова партијских листа.

## Исход
Актуелни председник Владе Мађарске Виктор Орбан прогласио је победу у недељу увече, а делимични резултати показују да његова странка Фидес води на изборима са великом разликом. Обраћајући се присталицама после делимичних резултата, Орбан је рекао: „Изборили смо тако велику победу да се то види са Месеца, али и из Брисела”. Опозициони вођа Петер Марки-Заи признао је пораз убрзо после Орбановог говора.  ју је назвао „разарајућом победом”.
Предвиђало се да ће избори бити ближи него претходних година, али је Фидес и даље имао предност од 5—6 процентних поена у анкетама које су претходиле гласању. ОЕБС је распоредио пуну посматрачку мисију за гласање. С обзиром да Орбан тражи четврти узастопни мандат на власти, прелиминарни резултати показују да је његова странка Фидес спремна да надмаши предвиђања анкета, задржи своју апсолутну већину и контролише 135 од 199 мандата у Скупштини, испред опозиционе коалиције Уједињени за Мађарску, која је требала добио 56 мандата након што је пребројано 98% гласова. Покрет Наша отаџбина је по први пут освојио мандат и то укупно 7.
Орбану су честитали председник Русије Владимир Путин, председник Чешке Милош Земан, Матео Салвини, вођа италијанске Северне лиге и бивши заменик председника Владе, Хунор Келемен, вођа румунског ДСМР и заменик министра, Најџел Фараж, бивши вођа Реформ УК за Брегзит, Марин ле Пен, вођа француског Националног савеза и шпанска политичка странка Вокс.